# 140038 Kurushima
140038 Kurushima este un asteroid din centura principală de asteroizi.

## Descriere
140038 Kurushima este un asteroid din centura principală de asteroizi. A fost descoperit pe 18 septembrie 2001 la Kuma Kogen de Akimasa Nakamura. Asteroidul prezintă o orbită caracterizată de o semiaxă mare de 2,75 ua, o excentricitate de 0,05 și o înclinație de 7,3° în raport cu ecliptica.